# Mogeiro
Mogeiro is een gemeente in de Braziliaanse deelstaat Paraíba. De gemeente telt 12.504 inwoners (schatting 2009).
De gemeente grenst aan Juarez Távora, Gurinhém, São José dos Ramos, Itabaiana, Salgado de São Félix en Ingá (Paraíba).

## Galerij

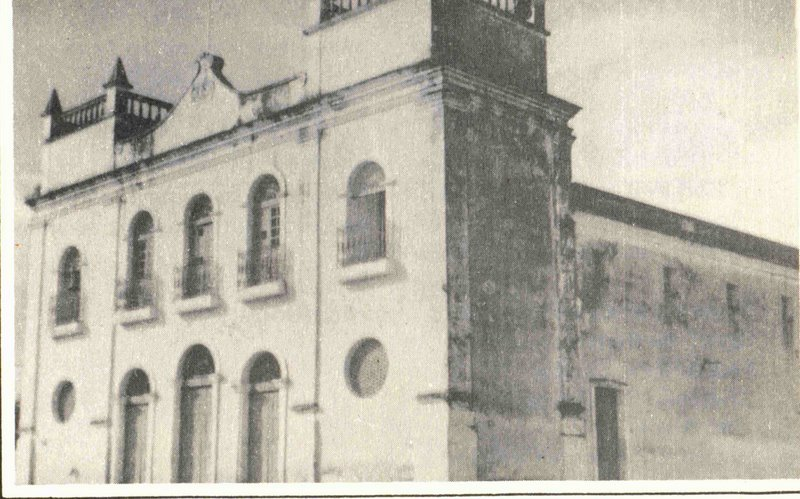
Katholieke kerk Nossa Senhora das Dores in Mogeiro (1866)
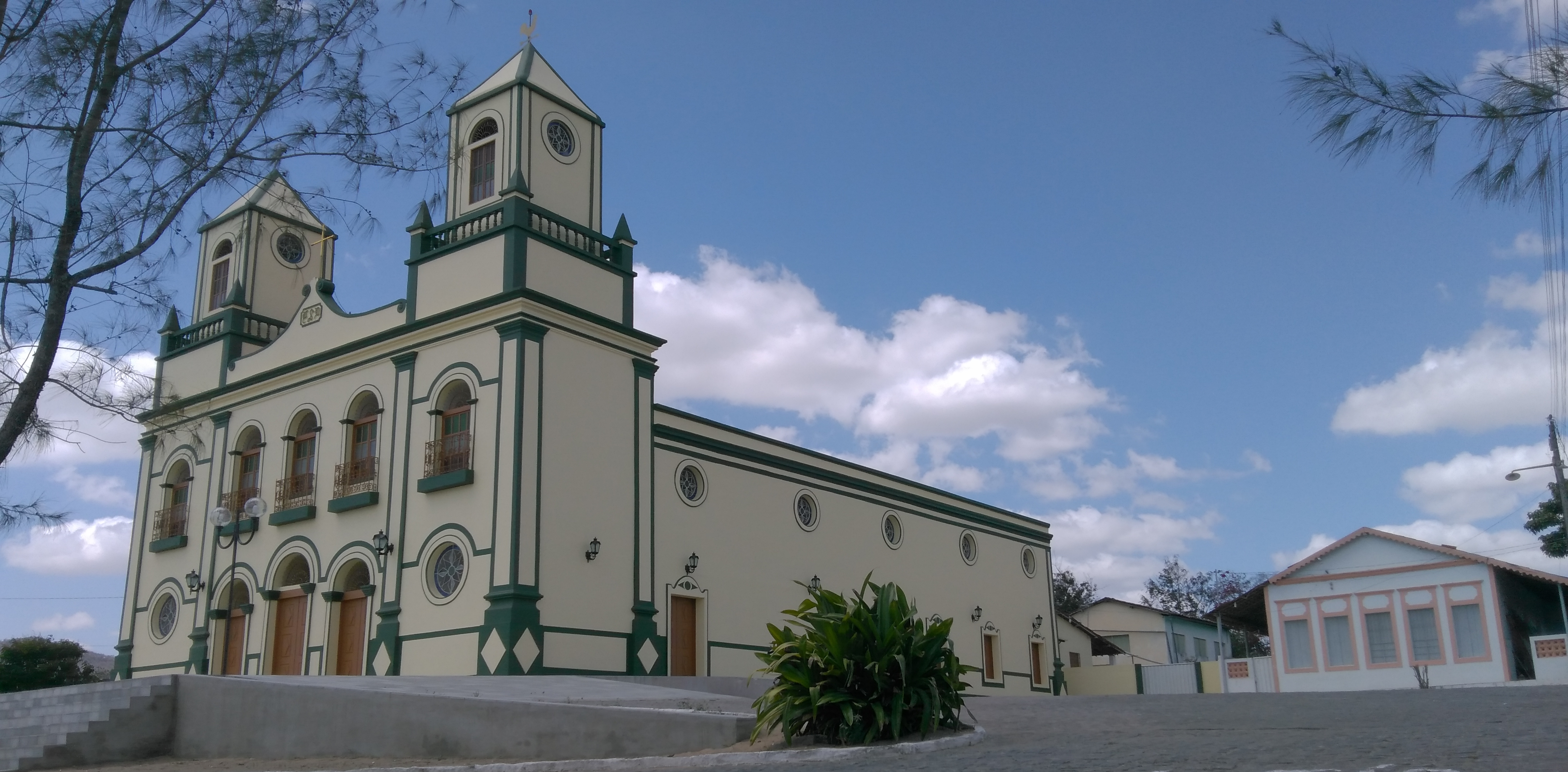
Katholieke kerk Nossa Senhora das Dores in Mogeiro
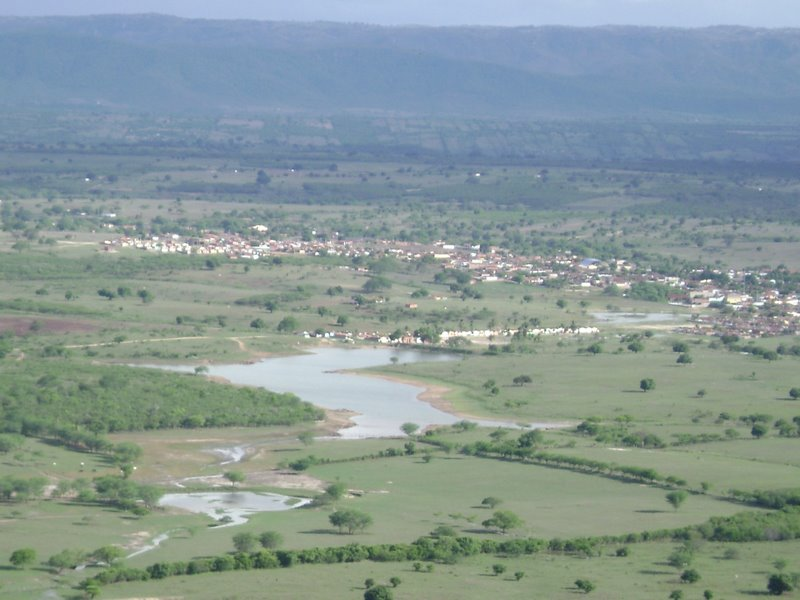
Landelijk gebied in Mogeiro